# The Alexandra Rose
Die Rosensorte ‘The Alexandra Rose’ (syn. ‘AUSday’, ‘Alexandra Rose’, ‘The Alexander Rose’) ist eine ungefüllte, kupferstichtige blassrosafarbene öfterblühende Strauchrose mit hellgelber Blütenmitte, die von David Austin 1992 in Großbritannien eingeführt wurde. Gezüchtet wurde die Rose aus der von einer Alba-Rose abstammenden weiß bis hellrosafarbenen ‘Shropshire Lass’ und der hellrosafarbenen Strauchrose ‘Heritage’ (‘AUSblush’). Sie gehört zur Gruppe der Rosenfamilie der Englischen Alba-Hydriden.

## Ausbildung
Die buschig aufrechtwachsende Rosensorte bildet einen robusten, kompakten Strauch. Die Rosenpflanze wird etwa 140 cm hoch und 120 cm breit. Die kleinen, aus fünf bis acht Petalen bestehenden einfachen Blüten blühen in großer Fülle die gesamte Saison. Die Blüten erscheinen einzeln oder in kleinen Büscheln an zarten Trieben. Die zart rosafarbenen Blüten besitzen eine zitronenfarbenen Blütemitte. Nach dem Aufblühen werden die gelben Staubgefäße in der Mitte der locker angeordneten Blüte sichtbar. Die Rose besitzt üppiges, matt glänzendes Laub. 'The Alexandra Rose' zeichnet sich durch einen leichten Mochusduft aus.
Die remontierende ‘The Alexandra Rose’ ist winterhart (USDA-Klimazone 5b bis 10b). Sie gedeiht auch im Halbschatten und blüht anhaltend die ganze Saison bis in den Herbst und ist resistent gegenüber den bekannten Rosenkrankheiten.
Die Rose eignet sich zur Bepflanzung von Rabatten und von Bauerngärten. Die Rosensorte wird in zahlreichen Rosarien und Gärten der der Welt, unter anderem im Brooklyn Botanic Garden, im Denver Botanic Garden, im Jardin Botanique de Montreal, im Alnwick Garden und im San Jose Heritage Rose Garden gezeigt.

## Namensgebung
Die Rose wurde nach dem Alexandra Rose Day benannt, an dem im Juni seit 1912 in Großbritannien gemeinnützige Spendenaktionen veranstaltet werden.

## Auszeichnungen
- Twin Cities Rose Club Show (2000)
- Gateway Rose Society Show (2001)